# Vojvoda Dao od Caoa
Vojvoda Dao od Caoa (kineski 曹悼公, Cáo Dào Gōng) bio je vladar kineske države Cao od 523. godine prije Krista do 515. godine prije Krista.
Njegov je otac bio vojvoda Ping od Caoa, a djed mu je bio vojvoda Wu od Caoa.
Dao je rođen kao Jī Wŭ (姬午) te je naslijedio oca.
Vojvoda Jing od Songa je zarobio Daoa i držao ga u zarobljeništvu do njegove smrti.
Daoa je naslijedio vojvoda Sheng od Caoa.